# Лицар сімох королівств (телесеріал)
«Лицар сімох королівств» (англ. A Knight of the Seven Kingdoms) — американський телесеріал у жанрі фентезі, створений Джорджем Мартіном. Це приквел до «Гри престолів», який має стати третім телесеріалом у франшизі Мартіна «Пісня льоду й полум'я», в основі якої лежить однойменна серія романів. У ньому знялися Пітер Клеффі в ролі сера Дункана Високого, титулованого межового лицаря, і Декстер Сол Анселл у ролі Еґґа.
Перший сезон серіалу складатиметься з шести епізодів, які вийдуть на HBO та Max у 2025 році.

## Акторський склад

### Головні персонажі
- Пітер Клеффі[en] — Данк / Сер Дункан Високий, межовий лицар.
- Декстер Сол Анселл[en] — Еґґ / Принц Ейґон Тарґарієн, принц династії Тарґарієнів і сквайр Данка.
- Фінн Беннет[en] — принц Еріон «Яскраве полум'я» Тарґарієн, принц династії Тарґарієнів і старший брат Еґґа.
- Берті Карвел[en] — принца Бейлор Тарґарієн, спадкоємець Залізного престолу та намісник короля Дерона II.
- Танзін Кроуфорд — Танселл, дорнійська лялькарки.
- Деніел Інґс[en] — сер Ліонель Баратеон, лицар, відомий як «Сміх Шторму» і спадкоємець дому Баратеон.
- Сем Спруелл[en] — принц Мекар Тарґарієн, молодший брат Бейлора та батько Еґґа.

### Другорядні персонажі
- Росс Андерсон — сер Гамфрі Гардінг, лицар дому Гардінг.
- Едвард Ешлі[en] — сер Стеффон Фоссовей, лицар дому Фоссовей із Яблучного Двору.
- Генрі Ештон[en] — Дерона «П'яниця» Тарґарієн, старший брат Еґґа та Еріона.
- Юссеф Керкур[en] — Стілі Пейт, коваля родом із Долини.
- Деніел Монкс[en] — сер Манфред Дондарріон, лицар дому Дондарріон із Блекгайвена.
- Шон Томас — Реймун Фоссовей, двоюрідний брат Стеффона і сквайр.
- Том Вон-Лолор[en] у ролі Пламмера, стюарда Ешфорда.
- Стів Волл[en] — лорд Лео «Довготерн» Тірелл, лорд Хайгардена.
- Денні Вебб[en] — сер Арлана з Пеннітрі, межовий лицар та наставник Данка.

## Виробництво

### Розробка
У січні 2021 року HBO оголосив, що розробляє новий телесеріал-приквел до «Гри престолів». Він розповідатиме про пригоди сера Дункана Високого та юного Ейґона V Тарґарієна на прізвисько Еґґі, заснований на романахДжорджа Р. Р. Мартіна, які складають «Лицар Сімох Королівств», дія яких відбувається за 90 років до «Пісні льоду та полум'я». Повідомлялося, що для написання серіалу в листопаді 2021 року найняли Стівена Конрада . Серіал отримав офіційне замовлення від HBO у квітні 2023 року На той час Іра Паркер, сценаристка першого сезону серіалу «Дім дракона», вже написала сценарій для пілотного епізоду. Кастинг розпочався в жовтні 2023 року з планами почати знімання у 2024 році. У лютому 2024 року генеральний директор Warner Bros. Discovery Девід Заслав підтвердив, що виробництво серіалу вже розпочато і що Мартін виступає творцем і виконавчим продюсером.
У травні Оуен Гарріс виступив режисером перших трьох епізодів серіалу та виконавчим продюсером, задаючи тон серіалу. У червні Сару Адіну Сміт оголосили режисеркою трьох із шести епізодів першого сезону .

### Кастинг
У квітні 2024 року на головні ролі були обрані Пітер Клеффі в ролі сера Дункана Високого та Декстер Сол Анселл у ролі Еґґа. У червні оголосили, що до акторського складу приєдналися Фінн Беннет, Берті Карвел, Танзін Кроуфорд, Деніел Інґс і Сем Спруелл  . У серпні ролі отримали Едвард Ешлі, Генрі Ештон, Юссеф Керкур, Деніел Монкс, Шон Томас, Том Вон-Лолор і Денні Вебб .

### Фільмування
Знімання почалися в червні 2024 року в Белфасті, Північна Ірландія.

## Вихід

### Трансляція
Перший сезон серіалу вийде на HBO та Max наприкінці 2025 року та складатиметься з шести епізодів .